# Biserica Sfântul Francisc de Assisi din Târgoviște
Biserica Sfântul Francisc de Assisi este o biserică parohială romano-catolică din Târgoviște, situată pe Strada Bărăției nr. 21.

## Istoric

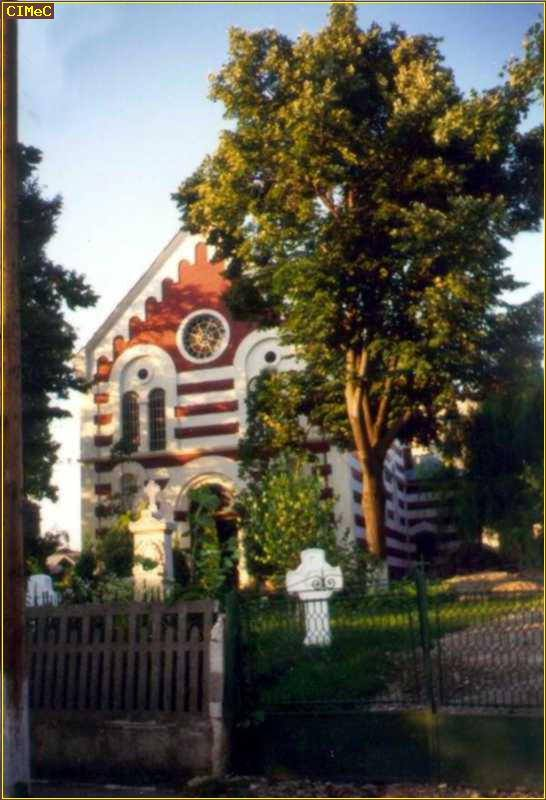
Biserica Sf. Francisc din Târgoviște, gradină și fațadă

În secolele al XV-lea și al XVI-lea existau la Târgoviște în același timp două biserici romano-catolice, una cu hramul Sfintei Maria, care a dispărut, iar cealaltă cu hramul Sfântul Francisc de Assisi, care există în prezent, după ce a fost refăcută din temelii.
Parohia Târgoviște era una dintre cele mai vechi ale Arhiepiscopiei Romano-Catolice de București, datând din veacul XIV-lea, atunci când orașul era și capitala Țării Românești. Timp de cinci veacuri comunitatea catolică din Târgoviște a fost păstorită de misionarii franciscani observanți din cadrul Custodiei Bulgariei și Valahiei, care au ctitorit o mănăstire și biserica Sfântul Francisc, care la sfârșitul secolului XIX-lea era în ruină. Pe locul acestei biserici, parohul de Târgoviște, Vitus Bianconi, a ridicat între anii 1895 și 1897 actuala biserică ce a păstrat vechiul patronaj al sfântului Francisc de Assisi.
Comunitatea era alcătuită din muncitori de meserie dăltuitori, lucrători la cuptoare si săpători, de naționalitate română, germană, italiană, poloneză și maghiară. Erau însă și negustori, meșteșugari, ostași, medici și diplomați.

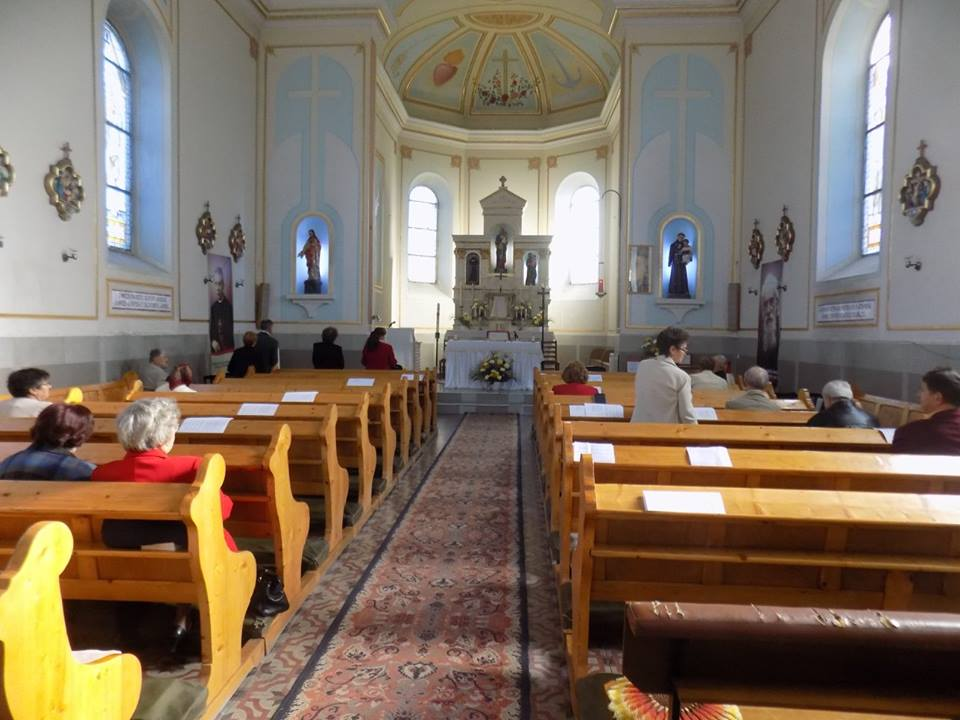
Biserica Sf. Francisc din Târgoviște, navă

Biserică catolică „Sfântul Francisc de Assisi” este menționată în documente încă din anul 1532. Francesco della Valle Padovanul scria în 1532 că la Târgoviște „a fost o biserică a Sfântului Francisc, având alături câțiva călugări franciscani observanți, care fac slujba bisericească potrivit regulilor Bisericii Romane”. Această biserică este amintită încă în anii 1813 și 1836, în ciuda celor opt incendii suferite. Mai mulți domnitori au sprijinit refacerea ei, ultimul fiind Constantin Brâncoveanu, în 1698.
În anul 1885, când vine ca paroh la Târgoviște părintele pasionist Vitus Bianconi, biserica veche este în ruine. Sfintele Liturghii se celebrau în capela mică din casa parohială (actuala bucătărie a fostei case parohiale), unde abia încăpeau 20 de persoane. Părintele Bianconi începe lucrările de construcția bisericii în anul 1895. Fondurile provin în mare parte de la Arhiepiscopia Romano-Catolică de București, în parte de la Legația Austro-Ungariei din București și chiar personal de la împăratul Franz Joseph al Austriei.
Exteriorul bisericii era terminat în anul 1898, când arhiepiscopul Franz Xaver von Hornstein a venit la Târgoviște pentru a administra taina mirului. Cu această ocazie a sfințit și biserica.
Biserica a fost distrusă de un incendiu devastator în anul 1929, după care a fost din nou refăcută.
După ce a murit pr. Vitus Bianconi, comunitatea parohială din Târgoviște a fost deservită succesiv de preoții profesori de la București, Augustin Kuczka, Alexandru Theodor Cisar, Carol Auner și Iuliu Szante. După aceea a slujit aproape 6 ani fericitul Anton Durcovici. La ora actuală parohul bisericii este pr. Ioan Solomon.
Lângă biserică este o casa parohială, construită în anii 1990. Parohia are mai multe filiale (fără capele): Viforâta, Lucieni, Moreni și alte sate.
Parohia deține și un cimitir propriu.

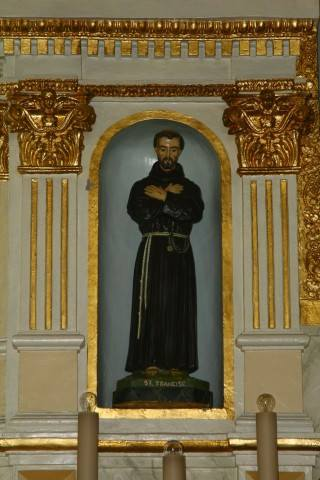
Biserica Sf. Francisc din Târgoviște, statuia Sf. Francisc de Assisi

Hramul se sărbătorește anual în 4 octombrie.

## Descriere
Cu o suprafață de 212 mp (18x12m), are stil neoromanic, cu pronaos, naos, prezbiteriu și înălțimea maximă din interior 10 m. Are un turn cu un clopot (a rămas doar cel mic, de 2 tone, din trei câte au fost inițial) și este acoperită cu tablă. Zidăria este din piatră, blocuri de carieră Albești Muscel, cu ancadramentul ușilor și ferestrelor din piatră de la Rusciuk (Bulgaria).
În dimineața zilei de 5 august 1929 biserica a fost lovită de trăsnet. Interiorul bisericii a fost complet distrus. A ars acoperișul, aproape tot mobilierul din interior, ferestrele, pardoseala și orga, pricinuind astfel pagube importante. Din donații au fost reparate stricăciunile, așa încât biserica să poată sluji din nou. Ea a fost redată cultului pe data de 26 octombrie 1930, biserica refăcută fiind consacrată de arhiepiscopul Alexandru Theodor Cisar, în 4 octombrie 1931.

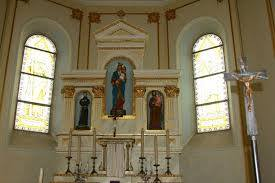
Biserica Sf. Francisc din Târgoviște, prezbiteriu

În interiorul bisericii s-a refăcut pictura inițială făcută de artistul Del Bosso, în anul 1965, precum și acoperișul bisericii. În luna august 1997 s-a refăcut în întregime tencuiala și zugrăveala exteriorului bisericii. Casa parohială a fost construită între anii 1997-1999.